# 中村隆夫
中村 隆夫（なかむら たかお）は、日本の弁護士。鳥飼総合法律事務所、第二東京弁護士会所属。

## 来歴・人物
1989年東京大学法学部卒。日本銀行勤務（この間、米国UCLA経営大学院への派遣留学にてMBA取得）の後、株式会社デジタルガレージの立ち上げに参画し副社長CFO&COOを務め、株式会社インフォシークの初代社長に就任。
その後、複数のベンチャー企業の社外取締役やアドバイザーなどを務めつつ、東京大学法科大学院を修了（未習者コース一期生）し、2007年に新司法試験合格。司法修習生を経て、2008年12月に弁護士登録（第二東京弁護士会）。
2009年1月より鳥飼総合法律事務所に所属して、株主総会運営、事業再生、危機管理などを含めた企業法務全般と税務訴訟を主なフィールドとしつつ、ベンチャー企業の支援などにも携わっている。
第二東京弁護士会民事介入暴力被害者救済センター運営委員。
公益財団法人日本セーリング連盟監事。
一般社団法人ニューメディアリスク協会理事。

## 著書
- 『デジタルキャッシュ』（ダイヤモンド社）
- 『経営者・経営幹部・法務担当者のための新債権法読本』（清文社）
- 『会社清算の法務＆税務』（税務経理協会）
- 『東京都暴排条例について「事業者」が知っておくべき17のポイント』（鳥飼オフィス）